# 23 Librae
23 Librae è una stella nana gialla nella sequenza principale di magnitudine 6,45 situata nella costellazione della Bilancia. Dista 85 anni luce dal sistema solare.

## Osservazione
Si tratta di una stella situata nell'emisfero celeste australe; grazie alla sua posizione non fortemente australe, può essere osservata dalla gran parte delle regioni della Terra, sebbene gli osservatori dell'emisfero sud siano più avvantaggiati. Nei pressi dell'Antartide appare circumpolare, mentre resta sempre invisibile solo in prossimità del circolo polare artico. Essendo di magnitudine pari a 6,4, non è osservabile ad occhio nudo; per poterla scorgere è sufficiente comunque anche un binocolo di piccole dimensioni, a patto di avere a disposizione un cielo buio.
Il periodo migliore per la sua osservazione nel cielo serale ricade nei mesi compresi fra maggio e settembre; da entrambi gli emisferi il periodo di visibilità rimane indicativamente lo stesso, grazie alla posizione della stella non lontana dall'equatore celeste.

## Caratteristiche fisiche
La stella è una nana gialla di tipo spettrale G5V, leggermente più massiccia e grande del Sole. Appare più vecchia della nostra stella, con un'età che diversi studi stimano superiore agli 8 miliardi di anni, inoltre l'abbondanza di metalli, ossia degli elementi più pesanti dell'elio, risulta del 78% superiore a quelli presenti nel Sole. Considerando l'età e la sua massa, secondo i modelli evolutivi delle stelle, probabilmente 23 Librae si trova nell'ultima parte della sua esistenza in sequenza principale; una volta terminato l'idrogeno interno da convertire in elio, evolverà verso lo stadio di subgigante e, successivamente, verso lo stadio di gigante.

## Sistema planetario
Nel 1999 fu annunciata la scoperta di un pianeta gioviano in orbita attorno alla stella, denominato 23 Librae b. La sua massa è di 1,59 volte quella di Giove e si muove su un'orbita eccentrica in un periodo di circa 258 giorni. Il periastro è di 0,62 U.A. mentre l'apoastro è a circa 1 UA, la stessa distanza che separa la Terra dal Sole.
Sempre nel 2009 è poi stato scoperto un altro pianeta, 23 Librae c, che si muove ad una distanza di 5,8 U.A. impiegando circa 5000 giorni a completare un'orbita.
Prospetto del sistema
| Pianeta | Tipo            | Massa   | Raggio  | Periodo orb.      | Sem. maggiore | Eccentricità |
| ------- | --------------- | ------- | ------- | ----------------- | ------------- | ------------ |
| b       | Gigante gassoso | 1,61 MJ | 1,19 rJ | 258,19 giorni     | 0.81 UA       | 0,23         |
| c       | Gigante gassoso | 0,82 MJ | 1,23 rJ | 5000 ± 400 giorni | 5,8 UA        | 0,12         |